# UCI Asia Tour 2017
Die UCI Asia Tour 2017 ist die 13. Austragung des zur Saison 2005 vom Weltradsportverband UCI eingeführten asiatischen Straßenradsport-Kalenders unterhalb der UCI WorldTour, der zu den UCI Continental Circuits für Männer gehört. Die Saison begann am 22. Oktober 2016 und endete am 22. Oktober 2017.
Die Eintagesrennen und Etappenrennen der UCI Asia Tour sind in drei UCI-Kategorien (HC, 1 und 2) eingeteilt. Bei jedem Rennen werden Punkte für eine Gesamtwertung der Fahrer, Mannschaften und Nationen vergeben. An der Mannschaftswertung nehmen die Professional Continental Teams und die Continental Teams teil, nicht jedoch die startenden UCI WorldTeams. An der Nationenwertung nehmen nur die Nationen des Kontinents teil, gezählt werden aber die Ergebnisse aller Circuits.

Zu den Regeln der einzelnen Ranglisten: 

## Oktober
| Datum   | Rennen                             | Kat. | Sieger         | Team                       |
| ------- | ---------------------------------- | ---- | -------------- | -------------------------- |
| 22.–30. | Tour of Hainan                     | 2.HC | Alexei Luzenko | Astana Pro Team            |
| 25.–28. | Sharjah International Cycling Tour | 2.1  | Adil Jelloul   | Skydive Dubai-Al Ahli Club |
| 29.     | UAE Cup                            | 1.1  | Sjarhej Papok  | Minsk Cycling Club         |

## November
| Datum   | Rennen                            | Kat. | Sieger          | Team                         |
| ------- | --------------------------------- | ---- | --------------- | ---------------------------- |
| 2.      | Tour of Yancheng Coastal Wetlands | 1.2  | Jakub Mareczko  | Wilier Triestina-Southeast   |
| 5.–12.  | Tour of Taihu Lake                | 2.1  | Leonardo Duque  | Delko Marseille Provence KTM |
| 13.     | Tour de Okinawa                   | 1.2  | Nariyuki Masuda | Utsunomiya Blitzen           |
| 16.–20. | Tour of Fuzhou                    | 2.1  | Rahim Ememi     | Pishgaman Giant Team         |

## Januar
| Datum  | Rennen     | Kat. | Sieger        | Team              |
| ------ | ---------- | ---- | ------------- | ----------------- |
| 31.–4. | Dubai Tour | 2.HC | Marcel Kittel | Quick-Step Floors |

## Februar
| Datum   | Rennen                                | Kat. | Sieger         | Team                |
| ------- | ------------------------------------- | ---- | -------------- | ------------------- |
| 14.–19. | Tour of Oman                          | 2.HC | Ben Hermans    | BMC Racing Team     |
| 18.–21. | Le Tour de Filipinas                  | 2.2  | Jai Crawford   | Kinan Cycling Team  |
| 22.–1.  | Tour de Langkawi                      | 2.HC | Ryan Gibbons   | Team Dimension Data |
| 27.     | Asienmeisterschaft – Einzelzeitfahren | CC   | Dmitri Grusdew | Kasachstan          |

## März
| Datum   | Rennen                             | Kat. | Sieger          | Team               |
| ------- | ---------------------------------- | ---- | --------------- | ------------------ |
| 3.      | Asienmeisterschaft – Straßenrennen | CC   | Park Sang-hong  | Südkorea           |
| 26.–30. | Tour de Taiwan                     | 2.1  | Benjamin Prades | Team Ukyo          |
| 31.–2.  | Tour de Tochigi                    | 2.2  | Benjamin Hill   | Attaque Team Gusto |

## April
| Datum   | Rennen           | Kat. | Sieger           | Team               |
| ------- | ---------------- | ---- | ---------------- | ------------------ |
| 1.–6.   | Tour of Thailand | 2.1  | Jewgeni Giditsch | Vino-Astana Motors |
| 13.–16. | Tour de Lombok   | 2.2  | Nathan Earle     | Team Ukyo          |

## Mai
| Datum   | Rennen        | Kat. | Sieger      | Team      |
| ------- | ------------- | ---- | ----------- | --------- |
| 21.–28. | Tour of Japan | 2.1  | Oscar Pujol | Team Ukyo |

## Juni
| Datum   | Rennen         | Kat. | Sieger               | Team               |
| ------- | -------------- | ---- | -------------------- | ------------------ |
| 1.–4.   | Tour de Kumano | 2.2  | Jose Vicente Toribio | Matrix Powertag    |
| 14.–18. | Tour de Korea  | 2.1  | Min Kyeong-ho        | Seoul Cycling Team |

## Juli
| Datum   | Rennen               | Kat. | Sieger            | Team                           |
| ------- | -------------------- | ---- | ----------------- | ------------------------------ |
| 14.–19. | Tour de Flores       | 2.2  | Thomas Lebas      | Kinan Cycling Team             |
| 16.–29. | Tour of Qinghai Lake | 2.HC | Jonathan Monsalve | Qinghai Tianyoude Cycling Team |

## August
| Datum   | Rennen          | Kat. | Sieger      | Team               |
| ------- | --------------- | ---- | ----------- | ------------------ |
| 25.–27. | Tour of Xingtai | 2.2  | Jacob Rathe | Jelly Belly-Maxxis |

## September
| Datum   | Rennen                  | Kat. | Sieger          | Team                                |
| ------- | ----------------------- | ---- | --------------- | ----------------------------------- |
| 8.–10.  | Tour de Hokkaidō        | 2.2  | Marcos Garcia   | Kinan Cycling Team                  |
| 10.–17. | Tour of China I         | 2.1  | Liam Bertazzo   | Wilier Triestina-Selle Italia       |
| 18.–22. | Tour de Molvccas        | 2.2  | Marcus Culey    | St. George Continental Cycling Team |
| 19.–24. | Tour of China II        | 2.1  | Kevin Rivera    | Androni Giocattoli                  |
| 27.–30. | Banyuwangi Tour de Ijen | 2.2  | Davide Rebellin | Kuwait-Cartucho.es                  |
| 30.–1.  | Tour of Almaty          | 2.1  | Alexei Luzenko  | Astana Pro Team                     |

## Oktober
| Datum   | Rennen             | Kat. | Sieger               | Team                          |
| ------- | ------------------ | ---- | -------------------- | ----------------------------- |
| 3.–7.   | Jelajah Malaysia   | 2.2  | Brendon Davids       |                               |
| 8.–13.  | Tour of Iran       | 2.1  | Rob Ruijgh           | Tarteletto-Isorex             |
| 8.      | Hongkong Challenge | 1.1  | Matej Mohorič        | UAE Team Emirates             |
| 10.–17. | Tour of Taihu Lake | 2.1  | Jakub Mareczko       | Wilier Triestina-Selle Italia |
| 17.–21. | Tour de Selangor   | 2.2  | Muhamad Zawawi Azman | Team Sapura Cycling           |
| 22.     | Japan Cup          | 1.HC | Marco Canola         | Nippo-Vini Fantini            |

## Gesamtwertung
(Endstand: 22. Oktober 2017)
| Platz | Fahrer           |            | Team | Punkte |
| ----- | ---------------- | ---------- | ---- | ------ |
| 1.    | Mauricio Ortega  | Kolumbien  | RTS  | 416    |
| 2.    | Alexei Luzenko   | Kasachstan | AST  | 414    |
| 3.    | Jakub Mareczko   | Italien    | WIL  | 390    |
| 4.    | Benjamin Prades  | Spanien    | UKO  | 365    |
| 5.    | Jewgeni Giditsch | Kasachstan | VAM  | 352    |

| Platz | Team                          |            | Punkte |
| ----- | ----------------------------- | ---------- | ------ |
| 1.    | Team Ukyo                     | Japan      | 1374   |
| 2.    | Wilier Triestina-Selle Italia | Italien    | 1219   |
| 3.    | Isowhey Sports Swisswellness  | Australien | 867    |
| 4.    | Pishgaman Cycling Team        | Iran       | 769    |
| 5.    | Nippo-Vini Fantini            | Italien    | 700    |

| Platz | Nation     | Punkte |
| ----- | ---------- | ------ |
| 1.    | Kasachstan | 1547   |
| 2.    | Iran       | 1005   |
| 3.    | Japan      | 980    |
| 4.    | Südkorea   | 798    |
| 5.    | Hongkong   | 576    |